# Synthymia nigra
Synthymia nigra är en fjärilsart som beskrevs av Ribbe 1912. Synthymia nigra ingår i släktet Synthymia och familjen nattflyn. Inga underarter finns listade i Catalogue of Life.